# The Heart Is a Monster
The Heart Is a Monster è il quarto album in studio del gruppo musicale statunitense Failure, pubblicato il 30 giugno 2015 dalla Failure Records.

## Descrizione
Primo lavoro in studio del gruppo dallo scioglimento del 1997, il disco riprende a livello di concept quanto lasciato con il precedente Fantastic Planet, continuandone simbolicamente l'ordine dei Segue e rinnovandone in parte le sonorità.

## Tracce
Testi e musiche di Ken Andrews e Greg Edwards.
1. Segue 4 – 1:07
2. Hot Traveler – 4:51
3. A.M. Amnesia – 4:50
4. Snow Angel – 3:32
5. Atom City Queen – 3:57
6. Segue 5 – 1:21
7. Counterfeit Sky – 4:46
8. Petting The Carpet – 4:49
9. Mulholland Dr. – 4:32
10. Fair Light Era – 3:08
11. Segue 6 – 1:14
12. Come Crashing – 4:01
13. Segue 7 – 1:08
14. The Focus – 3:35
15. Otherwhere – 3:22
16. Segue 8 – 1:59
17. I Can See Houses – 6:33
18. Segue 9 – 4:07

## Formazione
Hanno partecipato alle registrazioni, secondo le note di copertina:
Gruppo
- Ken Andrews – voce, chitarra, basso, programmazione
- Greg Edwards – chitarra, basso, voce, tastiera
- Kellii Scott – batteria

Altri musicisti
- Troy Van Leeuwen – chitarra aggiuntiva

Produzione
- Failure – produzione
- Ken Andrews – missaggio
- Gene Grimaldi – mastering
- Bernie Rosendahl – artwork
- Lisa M. Lombardo – impaginazione
- Susumu Nishinaga – fotografia

## Classifiche
| Classifica (2015)         | Posizione massima |
| ------------------------- | ----------------- |
| Stati Uniti               | 84                |
| Stati Uniti (alternative) | 11                |